# Seznam dílů seriálu Holky na drátě
Toto je seznam dílů seriálu Holky na drátě. Španělský dramatický televizní seriál Holky na drátě byl zveřejněn na Netflixu.

## Přehled řad
| Řada | Díly | Premiéra na Netflixu                                |
| ---- | ---- | --------------------------------------------------- |
| 1    | 8    | 28. dubna 2017                                      |
| 2    | 8    | 25. prosince 2017                                   |
| 3    | 8    | 7. září 2018                                        |
| 4    | 8    | 9. srpna 2019                                       |
| 5    | 10   | 14. února 2020 (1. část) 3. července 2020 (2. část) |

## Seznam dílů

### První řada (2017)
| Č. v seriálu | Č. v řadě | Původní název                | Režie          | Scénář | Premiéra na Netflixu |
| ------------ | --------- | ---------------------------- | -------------- | --- | -------------------- |
| 1            | 1         | Capítulo 1: Los sueños       | Carlos Sedes   | námět: Ramón Campos, Gema R. Neira, Teresa Fernández-Valdés a María José Rustarazo scénář: Ramón Campos a Gema R. Neira                                     | 28. dubna 2017       |
| 2            | 2         | Capítulo 2: Los recuerdos    | Carlos Sedes   | námět: Ramón Campos, Gema R. Neira, Teresa Fernández-Valdés, María José Rustarazo a Almudena Ocaña scénář: Gema R. Neira, María José Rustarazo a Jaime Vaca | 28. dubna 2017       |
| 3            | 3         | Capítulo 3: Las mentiras     | David Pinillos | námět: Ramón Campos, Gema R. Neira, Teresa Fernández-Valdés, María José Rustarazo a Almudena Ocaña scénář: Carlos Portela a María José Rustarazo            | 28. dubna 2017       |
| 4            | 4         | Capítulo 4: Los sentimientos | David Pinillos | námět: Ramón Campos, Gema R. Neira, Teresa Fernández-Valdés a María José Rustarazo scénář: Carlos Portela                                                   | 28. dubna 2017       |
| 5            | 5         | Capítulo 5: El pasado        | Carlos Sedes   | námět: Ramón Campos, Gema R. Neira, Teresa Fernández-Valdés, María José Rustarazo a Jaime Vaca scénář: Carlos Portela                                       | 28. dubna 2017       |
| 6            | 6         | Capítulo 6: La familia       | Carlos Sedes   | námět: Ramón Campos, Gema R. Neira, Teresa Fernández-Valdés, María José Rustarazo a Jaime Vaca scénář: Estíbaliz Burgaleta a María José Rustarazo           | 28. dubna 2017       |
| 7            | 7         | Capítulo 7: La pérdida       | David Pinillos | námět: Ramón Campos, Gema R. Neira, Teresa Fernández-Valdés, María José Rustarazo a Jaime Vaca scénář: Carlos Portela, María José Rustarazo a Jaime Vaca    | 28. dubna 2017       |
| 8            | 8         | Capítulo 8: El amor          | David Pinillos | námět: Ramón Campos, Gema R. Neira, Teresa Fernández-Valdés, María José Rustarazo, Jaime Vaca a Carlos Portela scénář: Carlos Portela a Jaime Vaca          | 28. dubna 2017       |

### Druhá řada (2017)
| Č. v seriálu | Č. v řadě | Původní název                  | Režie             | Scénář | Premiéra na Netflixu |
| ------------ | --------- | ------------------------------ | ----------------- | --- | -------------------- |
| 9            | 1         | Capítulo 9: La elección        | Carlos Sedes      | námět: Ramón Campos, Gema R. Neira, Teresa Fernández-Valdés a María José Rustarazo scénář: Paula Fernández, Flora González Villanueva, Joaquim Guedes, Carlos Portela a Jaime Vaca | 25. prosince 2017    |
| 10           | 2         | Capítulo 10: El pacto          | Carlos Sedes      | námět: Ramón Campos, Gema R. Neira, Teresa Fernández-Valdés a María José Rustarazo scénář: Paula Fernández, Flora González Villanueva, Joaquim Guedes a Carlos Portela             | 25. prosince 2017    |
| 11           | 3         | Capítulo 11: Los celos         | Antonio Hernández | námět: Ramón Campos, Gema R. Neira, Teresa Fernández-Valdés a María José Rustarazo scénář: Paula Fernández a Flora González Villanueva                                             | 25. prosince 2017    |
| 12           | 4         | Capítulo 12: La culpa          | Antonio Hernández | námět: Ramón Campos, Gema R. Neira, Teresa Fernández-Valdés a María José Rustarazo scénář: Paula Fernández a Flora González Villanueva                                             | 25. prosince 2017    |
| 13           | 5         | Capítulo 13: Los secretos      | Roger Gual        | námět: Ramón Campos, Gema R. Neira, Teresa Fernández-Valdés a María José Rustarazo scénář: Paula Fernández a Flora González Villanueva                                             | 25. prosince 2017    |
| 14           | 6         | Capítulo 14: La soledad        | Roger Gual        | námět: Ramón Campos, Gema R. Neira, Teresa Fernández-Valdés a María José Rustarazo scénář: Paula Fernández a Flora González Villanueva                                             | 25. prosince 2017    |
| 15           | 7         | Capítulo 15: Las oportunidades | David Pinillos    | námět: Ramón Campos, Gema R. Neira, Teresa Fernández-Valdés a María José Rustarazo scénář: Paula Fernández a Flora González Villanueva                                             | 25. prosince 2017    |
| 16           | 8         | Capítulo 16: La inocencia      | David Pinillos    | námět: Ramón Campos, Gema R. Neira a Teresa Fernández-Valdés scénář: Paula Fernández, Teresa Fernández-Valdésn Flora González Villanueva a María José Rustarazo                    | 25. prosince 2017    |

### Třetí řada (2018)
| Č. v seriálu | Č. v řadě | Původní název             | Režie             | Scénář | Premiéra na Netflixu |
| ------------ | --------- | ------------------------- | ----------------- | --- | -------------------- |
| 17           | 1         | Capítulo 17: El tiempo    | Roger Gual        | námět: Ramón Campos, Gema R. Neira a María José Rustarazo scénář: Paula Fernández, Flora González Villanueva a Alberto Grondona | 7. září 2018         |
| 18           | 2         | Capítulo 18: La muerte    | Roger Gual        | námět: Ramón Campos, Gema R. Neira a María José Rustarazo scénář: Flora González Villanueva a Alberto Grondona                  | 7. září 2018         |
| 19           | 3         | Capítulo 19: La verdad    | Antonio Hernández | námět: Ramón Campos, Gema R. Neira a María José Rustarazo scénář: Flora González Villanueva a Alberto Grondona                  | 7. září 2018         |
| 20           | 4         | Capítulo 20: La venganza  | Antonio Hernández | námět: Ramón Campos a Gema R. Neira                                                                                             | 7. září 2018         |
| 21           | 5         | Capítulo 21: El pecado    | Carlos Sedes      | námět: Ramón Campos, Gema R. Neira a María José Rustarazo scénář: Flora González Villanueva a Alberto Grondona                  | 7. září 2018         |
| 22           | 6         | Capítulo 22: La lucha     | Carlos Sedes      | námět: Ramón Campos, Gema R. Neira a María José Rustarazo scénář: Flora González Villanueva a Alberto Grondona                  | 7. září 2018         |
| 23           | 7         | Capítulo 23: La esperanza | Roger Gual        | námět: Ramón Campos, Gema R. Neira a María José Rustarazo scénář: Flora González Villanueva a Alberto Grondona                  | 7. září 2018         |
| 24           | 8         | Capítulo 24: El destino   | Roger Gual        | námět: Ramón Campos, Gema R. Neira a María José Rustarazo scénář: Flora González Villanueva a Alberto Grondona                  | 7. září 2018         |

### Čtvrtá řada (2019)
| Č. v seriálu | Č. v řadě | Původní název             | Režie             | Scénář | Premiéra na Netflixu |
| ------------ | --------- | ------------------------- | ----------------- | --- | -------------------- |
| 25           | 1         | Capítulo 25: La igualdad  | Antonio Hernández | námět: Ramón Campos, Gema R. Neira, Teresa Fernández-Valdez, Maria José Rustarazo, Flora Gonzáles Villanueva a Alberto Grondona scénář: Maria José Rustarazo, Flora Gonzáles Villanueva a Alberto Grondona                      | 9. srpna 2019        |
| 26           | 2         | Capítulo 26: La libertad  | Antonio Hernández | námět: Ramón Campos, Gema R. Neira, Teresa Fernández-Valdez, Maria José Rustarazo, Flora Gonzáles Villanueva a Alberto Grondona scénář: Maria José Rustarazo, Flora Gonzáles Villanueva a Alberto Grondona                      | 9. srpna 2019        |
| 27           | 3         | Capítulo 27: La justicia  | Roger Gual        | námět: Ramón Campos, Gema R. Neira, Teresa Fernández-Valdez, Maria José Rustarazo, Flora Gonzáles Villanueva a Alberto Grondona scénář: Maria José Rustarazo, Alberto Grondona a Estabaliz Burgaleta                            | 9. srpna 2019        |
| 28           | 4         | Capítulo 28: El miedo     | Roger Gual        | námět: Ramón Campos, Gema R. Neira, Teresa Fernández-Valdez, Maria José Rustarazo, Flora Gonzáles Villanueva a Alberto Grondona scénář: Maria José Rustarazo, Alberto Grondona, Estabaliz Burgaleta a Teresa Fernández-Valdez   | 9. srpna 2019        |
| 29           | 5         | Capítulo 29: La vida      | Antonio Hernández | námět: Ramón Campos, Gema R. Neira, Teresa Fernández-Valdez, Maria José Rustarazo, Flora Gonzáles Villanueva a Alberto Grondona scénář: Maria José Rustarazo, Flora Gonzáles Villanueva, Alberto Grondona a Estabaliz Burgaleta | 9. srpna 2019        |
| 30           | 6         | Capítulo 30: La duda      | Antonio Hernández | námět: Ramón Campos, Gema R. Neira, Teresa Fernández-Valdez, Maria José Rustarazo, Flora Gonzáles Villanueva a Alberto Grondona scénář: Maria José Rustarazo, Flora Gonzáles Villanueva, Alberto Grondona a Almudena Ocaña      | 9. srpna 2019        |
| 31           | 7         | Capítulo 31: La felicidad | Roger Gual        | námět: Ramón Campos, Gema R. Neira, Teresa Fernández-Valdez, Maria José Rustarazo, Flora Gonzáles Villanueva a Alberto Grondona scénář: Maria José Rustarazo, Flora Gonzáles Villanueva, Alberto Grondona a Estabaliz Burgaleta | 9. srpna 2019        |
| 32           | 8         | Capítulo 32: La suerte    | Roger Gual        | námět: Ramón Campos, Gema R. Neira, Teresa Fernández-Valdez, Maria José Rustarazo, Flora Gonzáles Villanueva a Alberto Grondona scénář: Maria José Rustarazo, Flora Gonzáles Villanueva, Alberto Grondona a Estabaliz Burgaleta | 9. srpna 2019        |

### Pátá řada (2020)
| Č. v seriálu | Č. v řadě | Původní název             | Režie                | Scénář | Premiéra na Netflixu |
| ------------ | --------- | ------------------------- | -------------------- | --- | -------------------- |
| 33           | 1         | Capítulo 33: La guerra    | Antonio Hernández    | námět: Teresa Fernández-Valdez, Maria José Rustarazo, Flora Gonzáles Villanueva a Alberto Grondona scénář: Estabaliz Burgaleta, Flora Gonzáles Villanueva, Alberto Grondona a Maria José Rustarazo           | 14. února 2020       |
| 34           | 2         | Capítulo 34: El odio      | Antonio Hernández    | námět: Teresa Fernández-Valdez, Maria José Rustarazo, Flora Gonzáles Villanueva a Alberto Grondona scénář: Flora Gonzáles Villanueva, Alberto Grondona, Paula Fernández, Curro Serrano a Javier Chacáretegui | 14. února 2020       |
| 35           | 3         | Capítulo 35: El valor     | Antonio Hernández    | námět: Teresa Fernández-Valdez, Maria José Rustarazo a Flora Gonzáles Villanueva scénář: Flora Gonzáles Villanueva a Maria José Rustarazo                                                                    | 14. února 2020       |
| 36           | 4         | Capítulo 36: El control   | Manuel Gómez Pereira | námět: Teresa Fernández-Valdez, Maria José Rustarazo, Flora Gonzáles Villanueva a Fran Navarro scénář: Flora Gonzáles Villanueva, Fran Navarro a Maria José Rustarazo                                        | 14. února 2020       |
| 37           | 5         | Capítulo 37: La locura    | Antonio Hernández    | námět: Teresa Fernández-Valdez, Maria José Rustarazo, Flora Gonzáles Villanueva a Fran Navarro scénář: Flora Gonzáles Villanueva, Fran Navarro a Maria José Rustarazo                                        | 14. února 2020       |
| 38           | 6         | Capítulo 38: El poder     | Antonio Hernández    | námět: Teresa Fernández-Valdez, Maria José Rustarazo, Flora Gonzáles Villanueva a Fran Navarro scénář: Flora Gonzáles Villanueva, Carlos Portela, Paula Fernández a Maria José Rustarazo                     | 3. července 2020     |
| 39           | 7         | Capítulo 39: La paciencia | Antonio Hernández    | námět: Teresa Fernández-Valdez, Maria José Rustarazo, Flora Gonzáles Villanueva a Fran Navarro scénář: Maria José Rustarazo, Flora Gonzáles Villanueva a Fran Navarro                                        | 3. července 2020     |
| 40           | 8         | Capítulo 40: El dolor     | Gustavo Ron          | námět: Teresa Fernández-Valdez, Maria José Rustarazo, Flora Gonzáles Villanueva a Fran Navarro scénář: Maria José Rustarazo, Flora Gonzáles Villanueva a Fran Navarro                                        | 3. července 2020     |
| 41           | 9         | Capítulo 41: La derrota   | Gustavo Ron          | námět: Teresa Fernández-Valdez, Maria José Rustarazo, Flora Gonzáles Villanueva a Fran Navarro scénář: Maria José Rustarazo, Flora Gonzáles Villanueva a Fran Navarro                                        | 3. července 2020     |
| 42           | 10        | Capítulo 42: El Final     | Carlos Sedes         | námět: Teresa Fernández-Valdez, Maria José Rustarazo, Flora Gonzáles Villanueva a Fran Navarro scénář: Maria José Rustarazo, Flora Gonzáles Villanueva a Fran Navarro                                        | 3. července 2020     |